# 前人
前人（学名：Homo antecessor），又名先驅人，是已滅絕的人屬物種，是歐洲中最古老之一，其中以德馬尼斯的最為古老。最完整的化石是在西班牙發現的一個上頜骨，相信是屬於一個10歲大的個體。經測年後估計是屬於78-85.7萬年前。他的腦部平均約有1000立方厘米大。於1994年至1995年間，在西班牙的阿塔普埃卡共發現了80個來自6個個體的化石，可能是屬於前人的。在這個位點發現的很多骨頭都有切口，估計他們可能是同類相食的。現時在非洲並沒有發現前人的標本。2020年丹麦科学家发表在《自然》杂志上的研究显示，对前人的牙釉质进行古蛋白分析后发现，前人不是现代智人、尼安德特人和丹尼索瓦人的祖先，但与后者的最后共同祖先关系密切。

## 化石發現
前人的化石是在西班牙北部布爾戈斯以東阿塔普埃卡的格蘭·多林阿洞中發現。當中有來自6個個體超過80個骨頭碎片於1994年及1995年間被發掘出來。這個位點另有約200件石器工具（當中有石製的刀）及300塊動物骨頭。所有的遺骸都可以追溯至78萬年前。保存最完好的是來自10-11歲個體的上頜骨及額骨。

## 生理
前人約有5.5英尺（1.7）至6英尺（1.8）高，雄性重約200英磅（91）。他們的腦部約有1000-1150立方厘米大小，但較現今人類的1350立方厘米細小。由於化石的數量，有關前人的生理所知甚少，但有可能較海德堡人粗壯。根據断层扫描，有指前人可能是慣用右手的，這與其他的猿有所分別。另外前人的音頻聽覺可能與現今人類相同，所以相信前人會使用象徵性語言及能夠推理。現在亦有研究描繪前人進行的DNA圖譜。
基於前人的牙齒磨損情況，學者相信他們與現今人類有相同的發育階段，但速度較快。其他前人的特徵有突出的枕骨，低的前額及沒有頦。一些遺骸甚至不能與匠人（編號KNM-WT 15000，俗稱「圖爾卡納少年」）的化石分開。

## 外部連結
- BBC - Dawn of Man (2000) by Robin Mckie ISBN 0-7894-6262-1
- Homo antecessor （页面存档备份，存于）
- Early Human Phylogeny （页面存档备份，存于）